# MacWorks XL
MacWorks XL fue un programa de computadora de Apple Lisa que se entregaba con el Macintosh XL. Permitía emular la ROM de 64K del Apple Macintosh, permitiendo al Macintosh XL correr programas de Mac OS Classic.

## Historia
Poco después del debut del Macintosh, que vendió más de 50.000 unidades en los primeros 100 días en comparación con solo unos pocos miles del Lisa durante todo el primer año, Apple tuvo claro que el Lisa (en ese momento Lisa 2/10) se beneficiaría de la capacidad de ejecutar el software del sistema Macintosh y de reducir los recursos de la plataforma de desarrollo necesarios para mantener dos sistemas operativos separados.
En abril de 1984, Apple presentó MacWorks v1.0 para el Lisa. Básicamente, permitía al Lisa ejecutar un entorno Macintosh desde un disquete, pero no admitía un entorno de disco duro. Para el otoño, Apple había introducido las versiones 2.0 y 3.0 que permitían que MacWorks se ejecutara desde el Widget interno del Lisa, o desde el disco duro externo ProFile. Con la introducción del renombrado Macintosh XL en enero de 1985, MacWorks también fue renombrado para el lanzamiento.

## Características
MacWorks XL se proveía en dos disquetes. El primero arrancaba el Lisa en el cargador de arranque de Mac OS. Cuando se completaba este proceso, el sistema mostraba una pantalla completamente blanca, expulsaba el primer disquete y mostraba el signo de interrogación parpadeante habitual (con un gráfico de Macintosh XL debajo) para indicar que se necesitaba un volumen de arranque (el segundo disco). Con este disco, titulado «MacWorks XL System Disk», Lisa arrancaba el Macintosh System 5 («Mac OS 5» en la nomenclatura moderna).
Cuando se suspendió el Lisa, Sun Remarketing continuó el desarrollo del entorno MacWorks bajo licencia hasta el lanzamiento de MacWorks Plus 1.1 (que es compatible con System Software 6). Dafax Processing Corp. con la ayuda de Query Engineering, Inc. luego desarrolló aún más el entorno para MacWorks Plus II que admitirá hasta System 7.5 junto con los últimos modelos del Mac basados en el Motorola 68000.